# Ólafur Ísleifsson

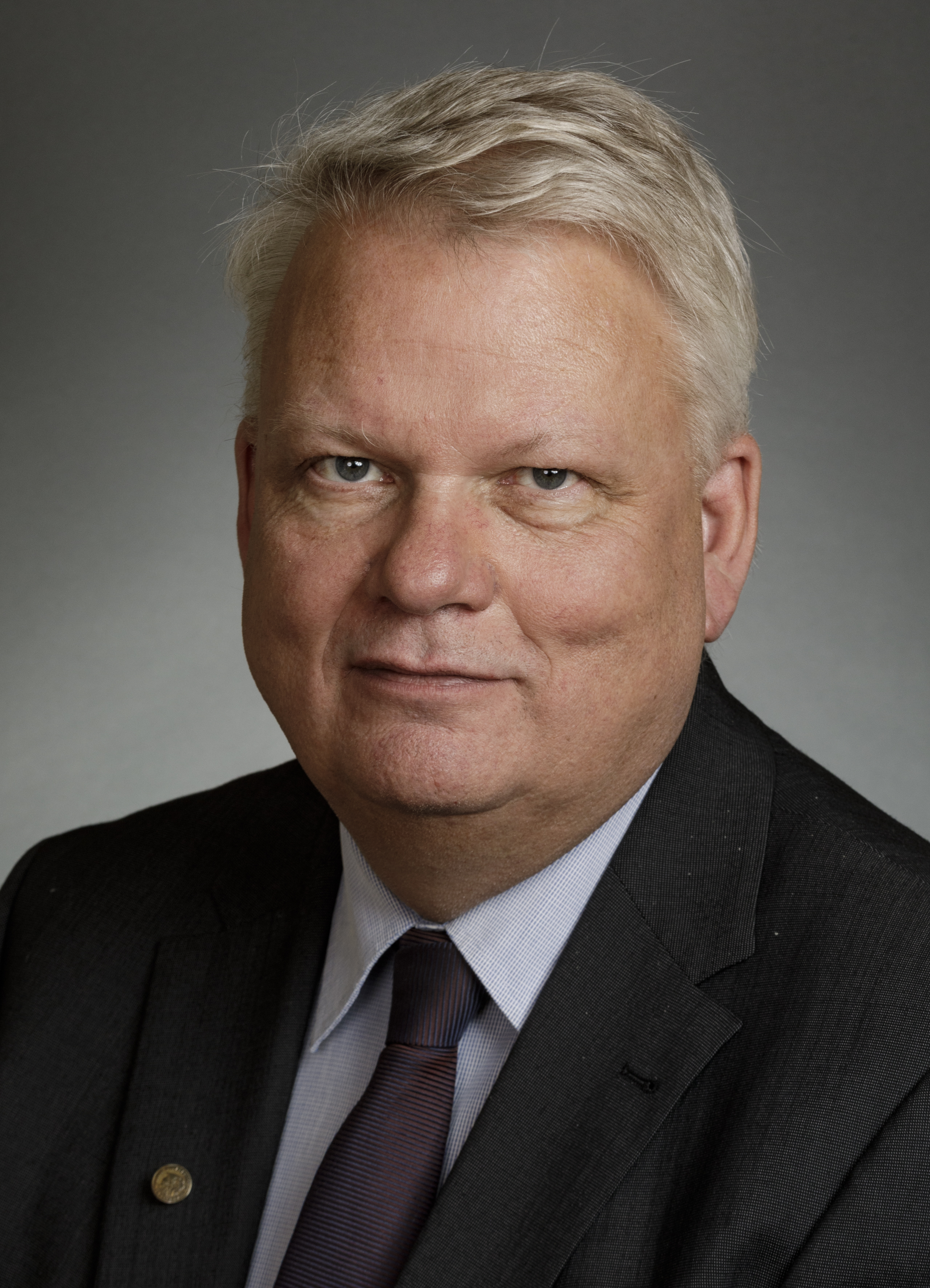
Ólafur Ísleifsson, 2017

Ólafur Ísleifsson (* 10. Februar 1955 in Reykjavík) ist ein isländischer Politiker der Zentrumspartei, der bis Ende November 2018 der Partei Flokkur fólksins angehörte. Von 2017 bis 2021 war er Mitglied des isländischen Parlaments Althing.

## Leben
Ólafur Ísleifsson ist Ökonom (M.Sc. von der London School of Economics and Political Science 1980, Promotion an der Universität Island 2013). Unter anderem war er von 1991 von 2003 Geschäftsführer der internationalen Abteilung der Isländischen Zentralbank. Vor seiner Wahl ins Parlament war er zuletzt von 2014 bis 2017 Dozent an der Universität Bifröst und stand der Qualitätssicherung dieser Universität vor.
Bei der Parlamentswahl vom 28. Oktober 2017 wurde Ólafur als Kandidat von Flokkur fólksins für den Wahlkreis Reykjavík Nord ins isländische Parlament Althing gewählt.
Ende November 2018 wurden er und Karl Gauti Hjaltason infolge der Klaustur-Affäre aus ihrer Partei ausgeschlossen. Sie verblieben zunächst als Parteilose im Parlament und schlossen sich Ende Februar 2019 der Zentrumspartei an.
Von 2017 bis zum Parteiausschluss 2018 war Ólafur Ísleifsson Fraktionsvorsitzender von Flokkur fólksins. Ebenfalls von 2017 bis 2018 war er Mitglied des Haushaltsausschusses und gehörte der isländischen Delegation im Nordischen Rat an. Mit Stand vom Juni 2019 gehörte Ólafur Ísleifsson dem parlamentarischen Ausschuss für Gewerbeangelegenheiten an. Zur Parlamentswahl 2021 ist er nicht angetreten.